# 1961 en droit
Cet article présente les faits marquants de l'année 1961 en droit.

## Événements
- 30 mars : convention unique sur les stupéfiants.
- 18 avril : convention de Vienne sur les relations diplomatiques.
- 31 mai : l'Afrique du Sud cesse d'être un dominion britannique et devient la République d'Afrique du Sud.
- 29 juillet : Wallis-et-Futuna devient un territoire d'outre-mer français.
- 30 août : convention de New York sur la réduction des cas d’apatridie.

## Naissances
- 15 septembre : Lidia Ioussoupova, juriste, avocate et professeur de droit tchétchène, défenseur des droits de l'homme en Tchétchénie.